# Aphaereta melanura
Aphaereta melanura är en stekelart som beskrevs av Carlos Schrottky 1902. Aphaereta melanura ingår i släktet Aphaereta och familjen bracksteklar. Inga underarter finns listade i Catalogue of Life.